# Филип II фон Изенбург-Гренцау
Филип II фон Изенбург-Гренцау (на немски: Philipp II von Isenburg-Grenzau; * ок. 1376; † между 25 юни 1439 и 3 април 1440) от фамилията Изенберг, е господар на Изенбург-Гренцау.

## Произход
Той е син на Еберхард фон Изенбург-Гренцау († ок. 1395) и съпругата му Мехтилд фон Марк († 1406), дъщеря на граф Адолф II фон Марк († 1347) и Маргарета фон Клеве († 1348). Майка му е сестра на Адолф III (I), архиепископ на Кьолн (1363 – 1364), и на Дитрих I († 1406), администратор на Оснабрюк.

## Фамилия
Филип II се жени пр. 17 януари 1395 г. за Катарина фон Изенбург-Гренцау († 15 юни 1341), дъщеря на Салентин V фон Изенбург († 1420) и Аделхайд фон Изенбург-Аренфелс († сл. 1401). Те нямат деца.